# Ricordi (Finley)
Ricordi è un singolo dei Finley pubblicato il 26 febbraio 2008 dall'etichetta discografica EMI.

## Il disco
Con Ricordi i Finley hanno partecipato al Festival di Sanremo 2008, accompagnati dall'orchestra diretta da Umberto Iervolino, posizionandosi al quinto posto nella categoria dei Big. Nella prima serata si sono esibiti da soli, mentre nella seconda in duetto con la cantante Belinda: una parte della canzone è stata cantata in inglese con il titolo Your Hero.
Ricordi e Your Hero sono state poi incluse nell'edizione speciale dell'album Adrenalina 2.

## Video musicale
Il videoclip di Ricordi alterna immagini del gruppo, ripreso mentre suona, a immagini del passato della band.
Il videoclip di Your Hero riprende alcune delle scene del videoclip di Ricordi, soprattutto quelle in cui il gruppo suona, a cui sono state aggiunte scene in cui Belinda canta e, al posto dei ricordi della band, scene di distruzione e di sofferenza.

## Tracce
1. Ricordi – 3:58
2. Your Hero (feat. Belinda) – 3:58

## Formazione
- Marco "Pedro" Pedretti - voce
- Carmine "Ka" Ruggiero - chitarra, voce
- Stefano "Ste" Mantegazza - basso, voce
- Danilo "Dani" Calvio - batteria, voce

## Classifiche
| Paese  | Posizione raggiunta |
| ------ | ------------------- |
| Italia | 24                  |